# Clube de Natação e Regatas Álvares Cabral
O Clube de Natação e Regatas Álvares Cabral é um clube multidesportivo brasileiro, localizado na cidade de Vitória, do estado no Espírito Santo. Destaca-se na natação, no remo, no basquete, no futebol de salão e no vôlei.
Comanda seus jogos dos esportes indoor no Ginásio Gigante do Álvares Cabral.

## História
O Álvares Cabral foi fundado no dia 6 de julho de 1902. Seus fundadores, Raul da Costa Moreira, Américo Dias Leite, José Lopes da Silva, Augusto Nogueira Souto, Luiz de Abreu, Alcino Reis de Amorim e Benjamin José da Costa, todos portugueses, alugaram uma garagem na já extinta Rua D'Alfândega e construíram uma baleeira, que recebeu o nome de "Pátria", homenagem à pátria lusitana e também à brasileira.
Até a década de 1930, os esportes do clube ainda eram amadores. As partidas de pólo aquático eram realizadas no mar. O presidente do clube Armando Oliveira Santos comprou um prédio próximo à Praça Costa Pereira, no centro de Vitória, sendo esta a primeira sede própria do Álvares Cabral. Era uma edificação de dois andares, com o salão de festas no segundo piso e uma empresa paulista de tecidos no térreo. A sede náutica ficava no bairro da Vila Rubim.
Na década de 1950, o então presidente do clube Manoel Francisco Gonçalves ordenou a construção de um prédio de dez andares no local onde estava a antiga sede. Em 1958, foi doado um terreno no norte da cidade, pelo governador do estado Francisco Lacerda de Aguiar, para a prática de esportes. Atualmente, na região, está localizada a sede social e todo o parque poliesportivo do clube, com mais de 100 mil metros quadrados.

## Presidentes
- Américo Dias Leite
- Adalberto Cabral
- Alfredo Mello
- Aniceto Guimarães
- Antonio Pinto Araújo
- Fernando Osório de Miranda
- Francisco Ferreira da Silva
- Alcino Reis de Amorim
- José Lopes da Silva
- Philogonio Pacheco
- Azinio Fernandes Coelho
- Athur Lopes da Silva
- Silvério Ribeiro de Almeida
- Hilton Nogueira
- Joquim Lopes de Sá
- Armando Oliveira Santos
- Jayme Guimarães
- Alcides Guimarães
- Alceu Pinto Aleixo
- Alberto Ferreira da Silva
- Wilton Martins Vieira
- Manoel Francisco Gonçalves
- Hélio Soares
- Djalma de Sá Oliveira Filho
- Joelson Tristão Souza
- Romualdo Gianordolli
- Darly Caetano
- João Mário Valbon
- Pedro Oswaldo O. Sá
- Antônio Carlos de Brito Resende
- Alzemir Cleto de Jesus

## Títulos

### Esportes olímpicos

#### Basquete
- Campeonato Capixaba: 10 vezes — 1931, 1956, 1960, 1962, 1965, 1975, 1977, 1987, 1989 e 1999
- Copa Espírito Santo: 2017[4]

#### Remo
- Campeonato Brasileiro Sênior: 1 vez — 2002
- Campeonato Brasileiro Júnior: 1 vez — 2002
- Copa Norte-Nordeste: 1 vez — 2003
- Campeonato Capixaba: 32 vezes — 1935, 1940, 1947, 1948, 1949, 1950, 1951, 1952, 1953, 1954, 1955, 1958, 1959, 1965, 1969, 1978, 1979, 1980, 1981, 1982, 1983, 1984, 1985, 1986, 1987, 1990, 1991, 1992, 1994, 1997, 2002, 2016 e 2017

### Outros esportes

#### Futebol de salão
- Campeonato Capixaba: 12 vezes — 1980, 1981, 1982, 1983, 1984, 1995, 1996, 2002, 2005, 2006, 2007[5]  e 2018[6]
- Taça Brasil - Segunda Divisão Sub-20: 2018[7]